# Датуашвили, Иосиф Васильевич
Иосиф Васильевич Датуашвили (1920 год, село Чумлаки, Сигнахский уезд, Тифлисская губерния, Грузинская демократическая республика — неизвестно, село Чумлаки, Гурджаанский район, Грузинская ССР) — звеньевой колхоза имени Калинина Гурджаанского района, Грузинская ССР. Герой Социалистического Труда (1950).

## Биография
Родился в 1920 году в крестьянской семье в селе Чумлаки Сигнахского уезда. С раннего возраста трудился в сельском хозяйстве. С конца 1930-х годов трудился рядовым колхозником в колхозе имени Калинина Гурджаанского района в родном селе. В послевоенные годы — звеньевой виноградарей в этом же колхозе.
В 1949 году звено под его руководством собрало в среднем с каждого гектара по 109,1 центнера винограда с общей площади 3 гектара. Указом Президиума Верховного Совета СССР от 5 сентября 1949 года удостоен звания Героя Социалистического Труда за «получение высоких урожаев винограда в 1949 году» с вручением ордена Ленина и золотой медали «Серп и Молот» (№ 5645).
Этим же указом званием Героя Социалистического Труда были награждены председатель колхоза Владимир Захарьевич Осошвили, бригадир Давид Георгиевич Мамателашвили, звеньевые Иван Захарьевич Датуашвили, Давид Васильевич Кутибашвили, Тамара Семёновна Майсурадзе и Сергей Михайлович Мирвелашвили.
После выхода на пенсию проживал в родном селе Чумлаки Гурджаанского района. Дата смерти не установлена.